# Rivière Macpès
Pour les articles homonymes, voir Macpès.
La Rivière Macpès coule dans les municipalités de Sainte-Blandine et Saint-Valérien, dans la municipalité régionale de comté (MRC) de Rimouski-Neigette, dans la région administrative du Bas-Saint-Laurent, au Québec, au Canada.
Cette rivière traverse le Grand lac Macpès vers le sud-ouest sur 6,3 km (soit environ 46 % du cours de la rivière), puis va se déverser sur la rive est de la rivière Rimouski, laquelle coule vers l'ouest, puis vers le nord, jusqu'à la rive sud du fleuve Saint-Laurent où elle se déverse au cœur de la ville de Rimouski. La vallée de la rivière Macpès s'avère la continuation vers Nord-Est du pli appalachien de la vallée de la Petite rivière Touradi.

## Géographie
La rivière Macpès prend sa source d’un petit lac (longueur : 0,4 km ; altitude : 223 m) de la municipalité de Sainte-Blandine, collé sur la limite nord-ouest de la municipalité de Mont-Lebel.
L’embouchure de ce lac est située à 6,0 km au sud-est du littoral sud-est du fleuve Saint-Laurent, à 3,4 km à l’est de la limite du centre du village de Sainte-Blandine, à 2,6 km au nord du centre du village de Mont-Lebel et à 250 m au nord-ouest de la limite de la municipalité de Mont-Lebel.
À partir de l’embouchure de ce lac, la Rivière Macpès coule sur 13,8 km, répartis selon les segments suivants :
- 0,9 km vers le sud-ouest, dans la municipalité de Sainte-Blandine, jusqu'à l'embouchure d’un petit lac sans nom (longueur : 0,4 km ; altitude : 213 m) de forme ronde que le courant traverse ;
- 1,0 km vers le sud-ouest, jusqu'à la route des Pionniers ;
- 3,1 km vers le sud-ouest, jusqu'à la rive nord-Est du Grand lac Macpès ;
- 1,4 km vers le sud-ouest, en traversant la partie nord-est du Grand lac Macpès (longueur : 6,5 km ; altitude : 155 m), jusqu'à la limite de la municipalité de Saint-Valérien ;
- 1,4 km vers le sud-ouest, en traversant la partie sud-ouest du Grand lac Macpès jusqu’à son embouchure ;
- 2,5 km vers le sud-ouest, jusqu'à la confluence de la rivière[2].

La rivière Macpès se déverse sur la rive est de la rivière Rimouski, dans Saint-Valérien. Cette confluence est située à une centaine de mètres au nord-ouest de la limite de Saint-Narcisse-de-Rimouski et à 0,2 km en amont de la confluence de la Petite rivière Touradi. La confluence de la rivière Macpès est située à 16,6 km au sud-est du littoral sud-est du fleuve Saint-Laurent, à 8,2 km à l'ouest du centre du village de Saint-Narcisse-de-Rimouski, à 12,4 km au sud-est du centre du village de Saint-Valérien.

## Toponymie
Le toponyme rivière Macpès a été officialisé le 5 décembre 1968 à la Commission de toponymie du Québec.